# 요렌인 (도쿠가와 이에하루의 측실)
요렌인 (일본어: 養蓮院 ようれんいん[*], ? - 안에이 7년 10월 27일 (1778년 12월 15일))은 에도 시대의 여성으로, 10대 쇼군 도쿠가와 이에하루의 측실이다. 속세의 이름은 시나(品)이다. 아버지는 후지이 카네노리(藤井兼矩)이다.

## 생애
출신은 반가의 후지이가이다. 간엔 2년 (1749년) 2월, 이에하루의 정실 이소노미야 토모코가 혼인을 위해 에도성으로 내려갈 때, 토모코 소속의 시녀로서 따라갔다. 처음엔 (토모코를 따라) 하마고텐에 들어갔지만, 호레키 4년 (1754년)에 토모코가 "고렌쥬"로서 에도성 니시노미야에 옮겼기 때문에, 오시나도 니시노마루 오오쿠에 들어가, 고렌쥬 소속 오츄로가 되었다. 하지만, 다른 기록에 따르면 오시나는 오오쿠의 죠로오토시요리 마츠시마노츠보네의 대질녀로, 호레키 5년 (1775년)에 마츠시마노츠보네의 양녀가 되어, 토모코 소속 코죠로로서 섬겼다는 기록이 있다.
호레키 10년 (1760년), 이에하루가 쇼군이 되어, 토모코가 "미다이도코로"로서 혼마루 오오쿠에 들어가자, 오시나도 미다이도코로 소속이 되어 오오쿠에 들어갔다. 그 후, 마츠시마노츠보네의 추천으로 이에하루의 측실이 되었다.
호레키 12년 (1762년)에 측실 오치호노카타가 장남 타케치요 (훗날의 도쿠가와 이에모토)를 낳았고, 오시나도 같은 해 12월 19일에 차남 사다지로를 낳았다. 하지만, 사다지로는 이듬해 13년 (1763년) 3월에 생후 3개월의 나이로 사망했다.
안에이 7년 (1778년) 10월 27일에 이에하루보다 먼저 사망했다. 묘소는 우에노의 료운인이다. 계명은 養蓮院妙開心華大姉이다.

## 관련 작품

### 드라마
- 오오쿠 (2024년, 후지테레비) - 배우 니시노 나나세[4]

## 참고문헌
- 쿠모무라 슌조『大奥の美女は踊る』（PHP연구소, 2006년）
- 타카야나기 카네요시『大奥の秘事』（유잔가쿠, 2003년）